# Gynoeryx brevis
Gynoeryx brevis is een vlinder uit de familie van de pijlstaarten (Sphingidae). De wetenschappelijke naam van de soort werd in 1909 gepubliceerd door Charles Oberthür.